# 仙台市立山田中学校
仙台市立山田中学校（せんだいしりつやまだちゅうがっこう）は宮城県仙台市太白区山田北前町にある公立中学校である。

## 沿革
1976年
- 5月10日 校区造成開始（2,195m2）

1977年
- 4月1日 仙台市立山田中学校として開校（初代 木村康郎校長着任）
- 4月6日 仙台市立西多賀中学校より移籍生徒受入式（2年 154名・3年 142名）
- 4月8日 開校式
- 4月20日 校章を制定
- 9月25日 仙台市教育委員会より校旗受領、校旗制定
- 12月9日 校歌制定、校歌発表会（作詞 吉田秀三 作曲 三浦節夫）

1980年
- 3月31日 生徒数増加対応のプレハブ教室（3室）工事完了

1981年
- 3月16日 校舎増築工事竣工

1985年
- 4月 仙台市立人来田中学校新設により校区を分割

1991年
- 4月1日 県教育委員会より生徒指導推進モデル地区の指定を受ける（2年間）

1993年
- 12月10日 全国中学校人権作文コンテストにおいて、法務省より感謝状受ける

1994年
- 7月4日 文部科学省より中学校進路指導総合改善事業推進地域実施校に指定される（3年間）

1995年
- 今年度新入生より制服を変更
- 4月8日 日本進路指導協会委託研究校に指定される
- 4月21日 市教育委員会進路指導総合改善事業実施校に指定（2年間）

## 出身者
- 今野泰幸 - サッカー選手